# 도쿄 데카당스
《도쿄 데카당스》(Tokyo Decadence)는 일본에서 제작된 무라카미 류 감독의 1992년 드라마 핑크 영화이다. 나카이도 미호 등이 주연으로 출연하였고 행크 블러멘털 등이 제작에 참여하였다.

## 출연

### 주연
- 나카이도 미호
- 아마노 사요코
- 카노 텐메이
- 미카미 칸
- 시마다 마사히코
- 쿠사마 야요이
- 세마 치에
- 미카미 히로시

## 기타
- 원작자: 무라카미 류

## 같이 보기
- 러브 & 팝